# Jwan Yosef
Jwan Yosef (Ras al-Ayn, Siria, 7 de septiembre de 1984) es un pintor sueco asentado en Londres.

## Biografía
Nació en el seno de una familia de padre kurdo musulmán y madre armenia cristiana ortodoxa. Su familia emigró a Suecia cuando él tenía dos años, donde dadas sus aptitudes desde niño estudió pintura en la Escuela de Pintura Pernby de Estocolmo, entre 2004 y 2006, y después se trasladó a la universidad de arte y diseño Konstfack University College of Arts, Crafts and Design (Estocolmo), donde se graduó con una licenciatura en bellas artes en 2009. Obtuvo un Master of Arts en bellas artes por el Central Saint Martins de Londres en 2011.

### Trayectoria
Yosef ha participado en gran número de ferias y exposiciones colectivas. Llevó a cabo dos exposiciones individuales en 2013 tituladas Painting about Sex, Flesh and Violence, lol en la galería DIVUS de Londres y High Notes en la Galería Anna Thulin de Estocolmo. En 2013 también fue galardonado con el premio Threadneedle y el BEERS Contemporary de arte emergente. En 2015 expuso en la Galleri B con la exposición colectiva There and Back Again con sus compañeros de estudios de Konstfack Josef Bull, Petr Davidtxenko y Natasja Loutchko. Es un miembro fundador y titular de estudio de la Fundación de Arte The Bomb Factory, con sede en Archway, en el norte de Londres.

## Vida personal
Es abiertamente homosexual. En abril de 2016, durante la gala de la Fundación Americana por la Investigación sobre el Sida en São Paulo, anunció públicamente su relación con el cantante puertorriqueño Ricky Martin.
Contrajeron matrimonio en 2017. El 31 de diciembre de 2018 Martin y Yosef anunciaron el nacimiento de su hija, Lucía Martín-Yosef. El 29 de octubre de 2019, Martin y Yosef anunciaron el nacimiento de su segundo hijo, Renn Martín-Yosef.